# Synagoga Chowewej Cijon w Sokołowie Małopolskim
Synagoga Chowewej Cijon w Sokołowie Małopolskim – bejt ha-midrasz Stowarzyszenia Chowewej Cijon (hebr. Miłośnicy Syjonu).